# Regúlids
Els regúlids (Regulidae) són una família d'ocells passeriformes. Comprèn el 6 espècies de reietons, fins fa poc pertanyent totes al gènere Regulus.
La seva àrea de repartició cobreix les zones neàrctica (Amèrica del Nord) i paleàrcticca (d'Europa i Àfrica del Nord fins a Sibèria i el Japó).

## Posició sistemàtica
Antany classificats a la família de les Sílvids, els reietons són ara considerats com els sols representants de la família de les Regúlids.

## Biologia
Amb una llargda de 8 a 9 cm i una massa de 5 a 6 g, són els ocells més petits d'Europa. S'alimenten d'insectes, d'aranyes i d'ous d'insectes. El seu niu suspès a una branca de coníferes o d'arbust presenta una obertura superior sovint invisible, perquè és molt reduïda. La incubació de 5 a 10 ous dura 17 dies. Sols la femella cova, però els dos pares contribueixen a acampar els joves durant tres setmanes

## Llista de les espècies
Segons la classificació de referència (versió 12.2, 2022) del Congrés ornitològic internacional (ordre filogènic) hi ha 6 espècies en aquesta família:
- Gènere Regulus, amb 5 espècies.
  - Regulus ignicapilla – Bruel eurasiàtic.
  - Regulus goodfellowi – Bruel de Taiwan.
  - Regulus regulus – Reietó eurasiàtic
  - Regulus madeirensis – Bruel de Madeira.
  - Regulus satrapa – Bruel americà
- Gènere Corthylio, amb una espècie: Reietó americà (Corthylio calendula).

Anteriorment el reietó americà també es classificava dins del gènere Regulus, pero el Congrés Ornitològic Internacional en la seva llista mundial d'ocells (versió 11.2, 2021), decidí ressuscitar el gènere Corthylio, en base a diversos estudis que assenyalaven que aquesta espècie és profundament divergent respecte els altres regúlids.
Donada la seva petita talla, el Caragolet (Troglodytes troglodytes) de vegades és confós amb els reietons.

## Folklore
El folklore del reietó és molt important a França. Per Sant Esteve, el 26 de desembre, tenia lloc a Irlanda la caça ritual del reietó, a França era el primer o darrer diumenge de desembre.